# ルーディたちへのメッセージ
「ルーディたちへのメッセージ」（A Message to You Rudy）は、ジャマイカ系イギリス人のダンディ・リヴィングストンが1967年に発表した楽曲。オリジナル・バージョンのタイトル表記は「Rudy, A Message to You」。全英10位を記録したスペシャルズのカバー・バージョンもよく知られる。

## オリジナル・バージョン
ダンディ・リヴィングストンはあるとき、「ルードボーイ」（ルーディ）と呼ばれるジャマイカの不良少年たちへ警告する曲のアイデアが浮かんだ。「馬鹿騒ぎはもうやめるんだ／将来のことを考えろ／これは俺からのメッセージだ／さもなきゃお前らみんな結局ムショ行きだぞ」という歌詞をすぐに書き上げ、1日か2日後、ロンドンのマクシマム・サウンズ・スタジオでレコーディングを行った。エンジニアはヴィック・キアリーが務めた。
リヴィングストンによれば、その日はあまりにも寒すぎたため、スタジオではとりあえずガイドボーカルとして歌えと言われそのつもりで歌ったという。しかし、まわりは一様にそのガイドボーカルを気に入り、リヴィングストンはわざわざ録り直しはしなかった。その一方で彼は、曲にトロンボーンが必要だと考えた。約1週間後、リコ・ロドリゲスをスタジオに呼び、ペプシという名のテナーサックス奏者とともにイントロのフレーズを同時に吹かせた。
1967年7月、シングルとして発売。3万枚を売り上げ、レコード・ミラー誌のR&Bシングルチャートで9位を記録した。
同年12月にはバーミンガム出身のバンド、The Locomotiveのデビューシングル「Broken Heart」のB面に収録された。

## スペシャルズのバージョン
1979年10月12日、スペシャルズのセカンド・シングルとして発売された。エルヴィス・コステロがプロデューサーを務め、彼らのバージョンでもリコ・ロドリゲスがトロンボーンを演奏した。トランペットはディック・カテル。同年10月19日に発売されたファーストアルバム『The Specials』に収録された。
全英シングルチャートで10位を記録。そのほか、アイルランドで19位、オーストラリアで29位、ニュージーランドで29位、オーストリアで7位を記録するなどヒットし、ゴールドディスクに輝いた。